# Мегарские чаши

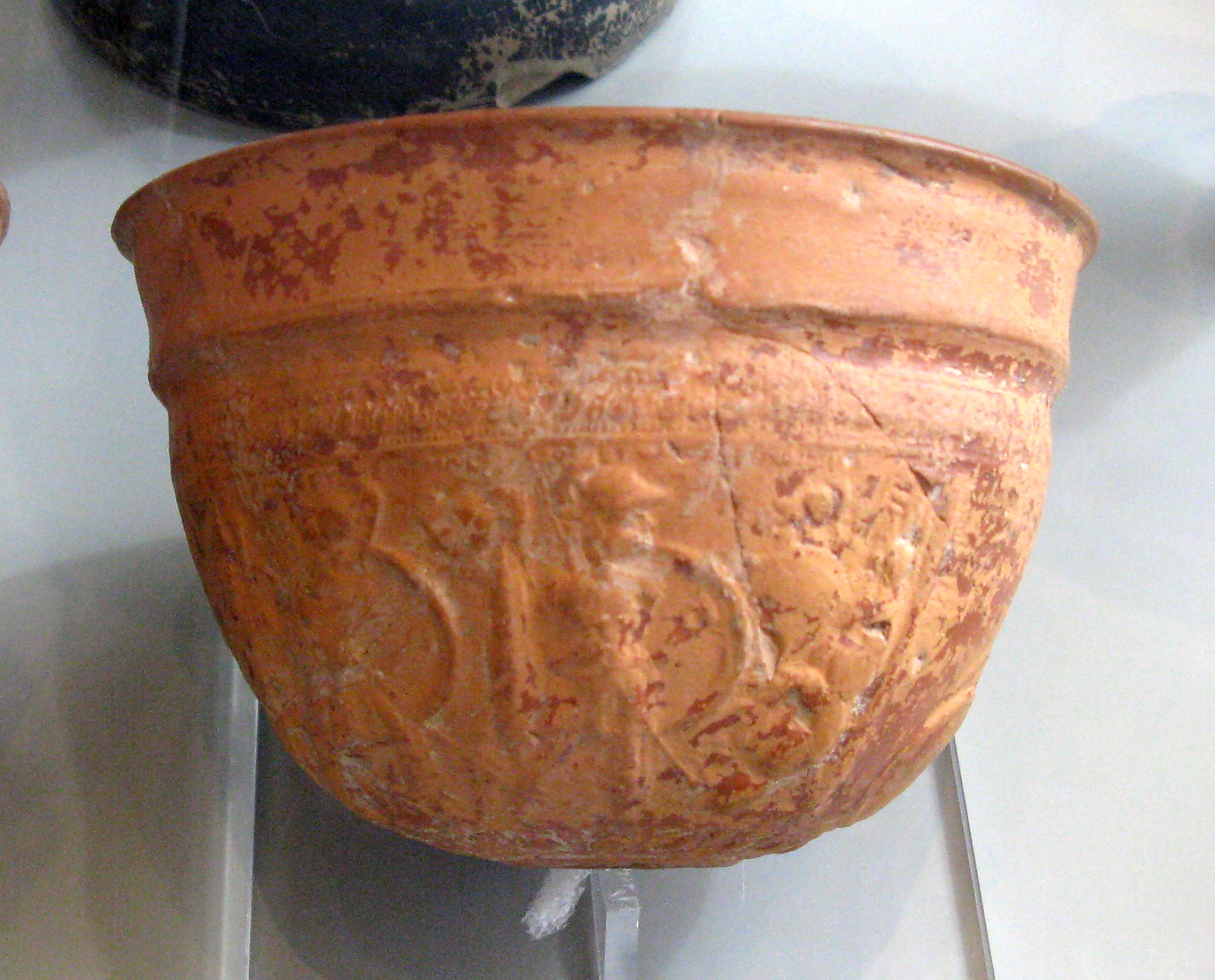
Мегарская чаша. Античное собрание, Берлин

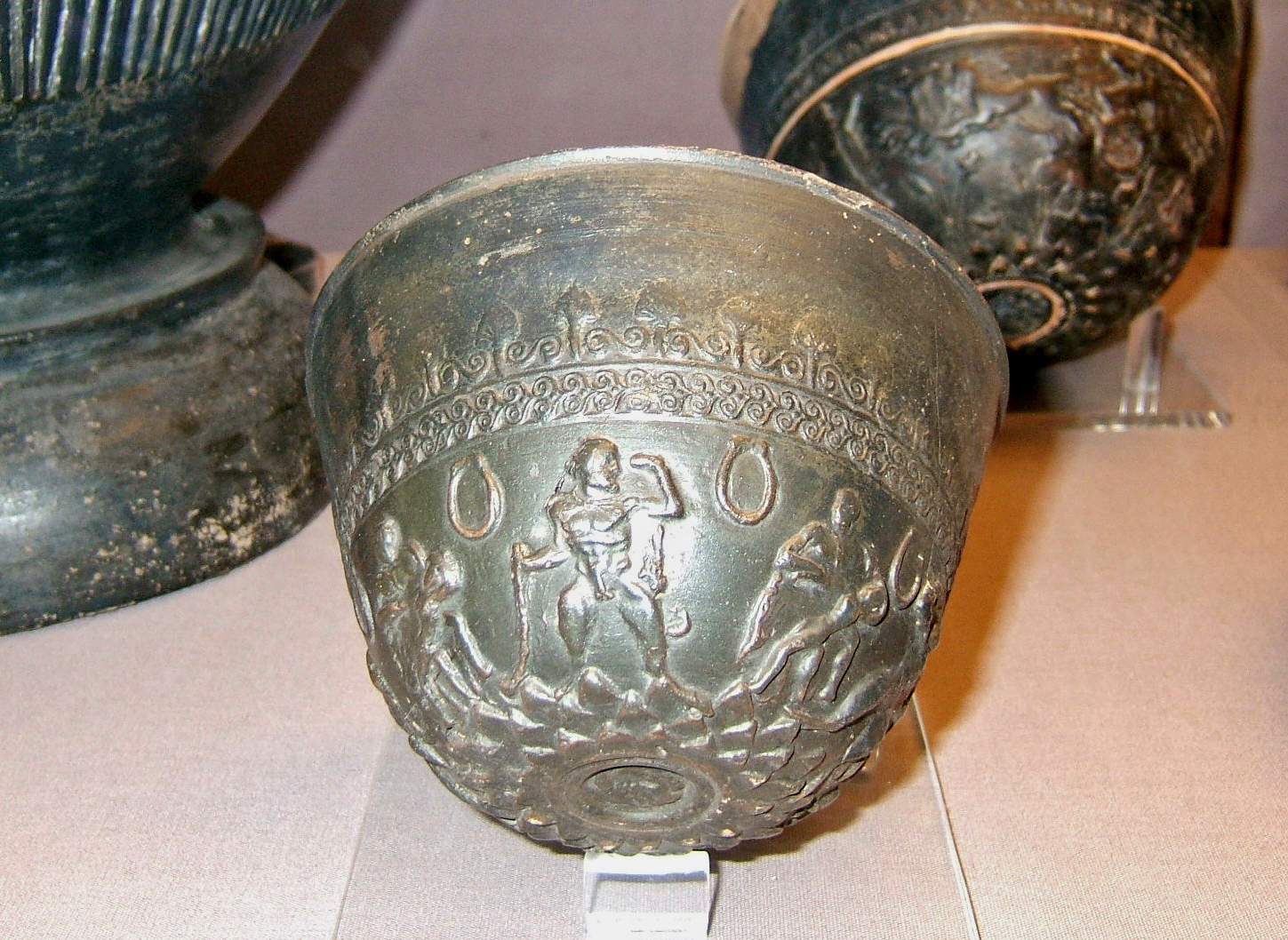
Mегарская чаша. 225—175 гг. до н. э.

Мегарские чаши — разновидность изысканных керамических сосудов периода эллинизма III—I вв. до н. э. Такие изделия производили в разных областях Восточного Средиземноморья, но главным образом в городе Мегара (в 42 километрах к западу от Афин, в Западной Аттике), от названия которого они и получили своё наименование.
Чаши характерной полусферической или колоколообразной формы, вазы, небольшие сосуды и тарели изготавливали не гончарным способом, а оттискивали в керамические или гипсовые формы (формовочные чаши) с награвированным декором. На оттиске получались выпуклые, рельефные изображения. Такой способ является вариацией техники терра сигиллата, но мегарская посуда имела свой цвет сероватой или красно-коричневой глины, а во многих случаях её, подобно этрусским изделиям буккеро, покрывали чёрным лаком (точнее маслом, которое после обжига давало ровный, слегка матовый чёрный тон). В некоторых случаях изделие покрывали коричневатой или тёмно-зелёной глазурью.
В короткое время мегарские сосуды приобрели популярность и их выпуском стали заниматься многие мастерские в Аттике и западной части Малой Азии — Коринфе, Аргосе, Пергаме, Эфесе, Милете, Смирне.
Рельефный декор мегарских чаш имеет множество вариаций. Но основные — цветочные орнаменты. Центральную розетку выполняли в виде стилизованного распустившегося цветка, который дополняли гирляндами, меандрами и другими узорами. Реже встречаются изображения людей, животных и мифологические сюжеты. Цвет поверхности зависит от сорта глины и варьируется от чёрного, коричнево-красного до светло-охристого.